# Красный Яр (Марий Эл)
Красный Яр (мар. Чакмарий) — село в Звениговском районе Республики Марий Эл России. Административный центр Красноярского сельского поселения.
Численность населения — 1159 (2010) человек.

## География
Село находится в 7 км к северу от центра муниципального района — города Звенигово.

## История
В 1795 году в селении проживали 410 человек, в 1811 году — 260.
В списке населённых мест в 1858 году село Красный Яр (Большой Памъял) значилось как село казённое при колодцах, расположенное по правую сторону Заволжского Кокшайского тракта Памъяльской волости Чебоксарского уезда. В Красноярском приходе имелся православный молитвенный дом, по средам бывал базар. Село находилось в 84 верстах от губернского города Казани и в 54 верстах от уездного города Чебоксары.
Земское училище в селе открыли в 1871 году. 17 января 1880 года Казанским губернским правлением по строительному отделу утвержден план селения, в котором отмечено, что кладбище необходимо располагать от селения в 250 саженях, согласно положениям Святого Закона.
Согласно записи в списках селений, в 1897 году в селе Красный Яр проживали русские и черемисы, 185 душ обоего пола. Имелись 1 школа, 1 пожарная машина. На 1 января 1907 года проживали 209 человек. Имелся свой лесопильный завод.
В 1923 году в селе Красный Яр Памъяльской волости Краснококшайского кантона дворов было 75, жителей — 390 человек.
В 1925 году образован Красноярский сельсовет.
В 1926 году в селе Красный Яр Красноярского района в 85 хозяйствах проживали 359 человек, при сельском клубе, открытом в здании церкви, начала работать изба-читальня, имелась школа I ступени.
В 1933 году в селе Красный Яр Звениговского кантона проживали 383 жителя.
В 1935 году в селе Красный Яр образовали колхоз «Чакмари».
В 1939 году в селе проживали 322 жителя, из них старше 18 лет — 192 человека.
В 1949 году Красноярский сельский клуб находился в собственном здании. Работа велась на двух языках — русском и марийском. Библиотеки не было. Работали 1 драматический кружок и 3 агрозоотехнических. В 1951 году клуб и изба-читальня сгорели, библиотека начала работать в старом здании сельской администрации.
В 1952 году работали начальная и средняя школы.
В 1952 году колхоз назывался имени Молотова, в него входило 414 дворов, 1539 человек, 770 из них трудоспособных.
В августе 1965 года Указом Президиума Верховного Совета МАССР в состав села Красный Яр вошла деревня Аркамбал.
В 1970-е годы в селе Красный Яр построили центральную усадьбу колхоза имени Мичурина. Здесь появились дом культуры, магазин, столовая, административное здание, 6 благоустроенных жилых домов, врачебная амбулатория, быткомбинат, ПТУ-20, отделение связи.
В 1973 году библиотеку перевели в новое каменное здание, в котором находился Красноярский дом культуры.
27 апреля 1976 года приказом Марийского Республиканского управления профессионально-технического обучения для подготовки специалистов сельского хозяйства было образовано Красноярское сельское профессионально-техническое училище. Первую машину училище получило весной 1976 года, тракторы и комбайны стали поступать к осени.
В 1985 году в село провели водопровод, в 1994 году жители начали пользоваться природным газом.
В 2000 году в селе Красный Яр (без деревни Аркамбал) проживали 1312 человек. Построили седьмой 18-квартирный благоустроенный дом для работников профессионального училища. Открыли ветеринарный участок для обслуживания домашних животных жителей села, кондитерский цех по выпуску конфет «Коровка».
В селе установлен скульптурный монумент, посвященный памяти погибших сельчан в годы Великой Отечественной войны.

## Население
| 2002 | 2010  |
| ---- | ----- |
| 1144 | ↗1159 |

## Транспорт
Село расположено вдоль автодороги регионального значения 88К-012 Звенигово — Шелангер — Морки.

## Образовательно-воспитательные учреждения
- Красноярская средняя общеобразовательная школа.
- Красноярский детский сад комбинированного вида «Шудыр».
- Транспортно-энергетический техникум.

## Культура
- Красноярский социально-культурный центр.
- Красноярская сельская библиотека.

## Здравоохранение
- Красноярская врачебная амбулатория.

## Религия

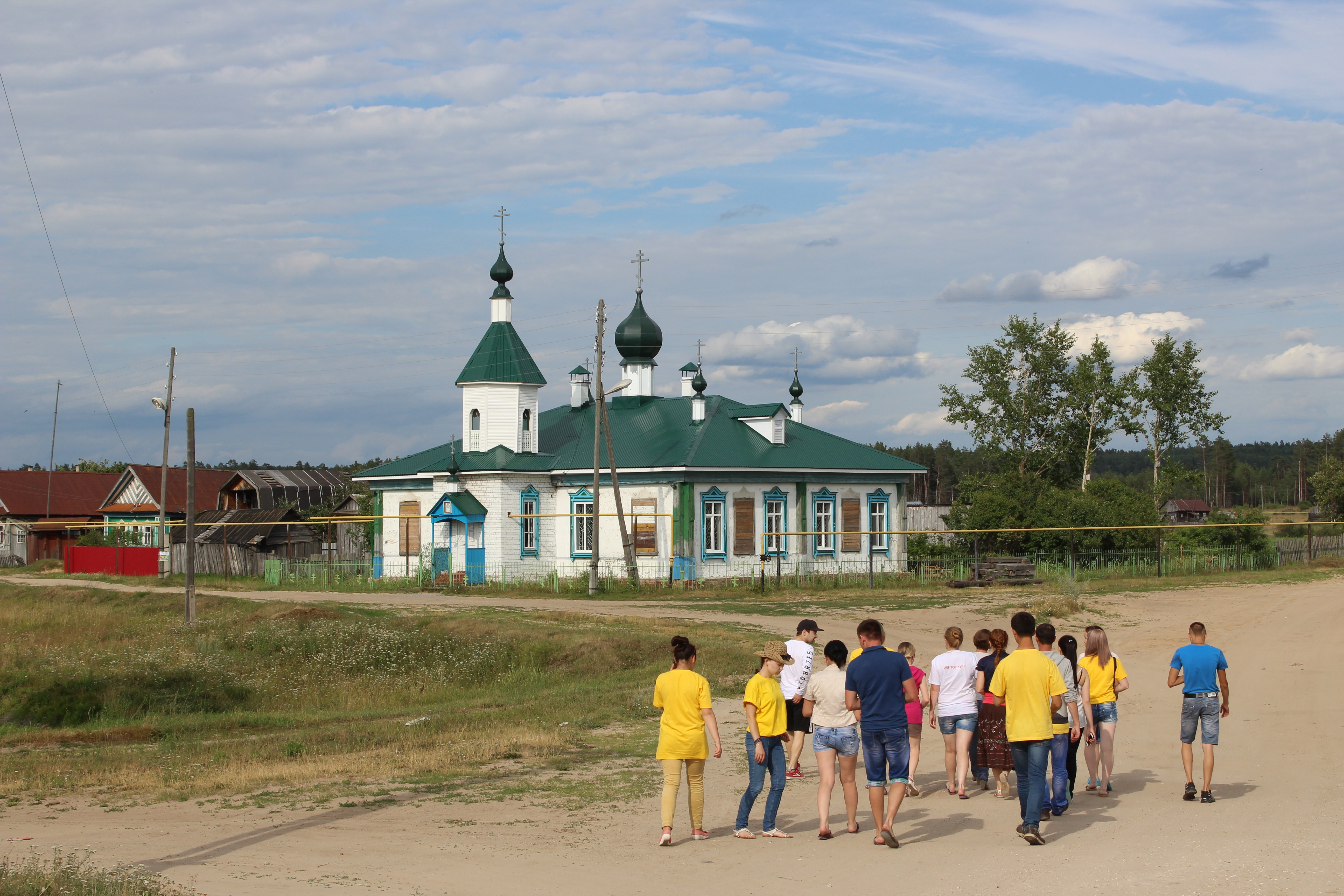
Церковь Пресвятой Троицы
Деревянная церковь во имя Святой Троицы в селе Красный Яр была построена в 1868 году на средства прихожан. В приходе числилось 3075 человек, имелась церковно-приходская школа. Летом 1939 года храм был закрыт и вскоре сгорел.
В начале 1990-х годов в селе Красный Яр был возрожден православный приход, которому передали здание бывшей начальной школы. Вскоре начались богослужения.

## Связь
- Отделение почтовой связи Красный Яр.

## Известные уроженцы
- Уткина Васса Даниловна (1900—1975) — марийский советский врач-окулист. Первая женщина-врач из мари. Заслуженный врач РСФСР (1953). Участница Великой Отечественной войны.